# Gefecht bei Lagarde
Das Gefecht bei Lagarde (deutsch: Gerden im Reichsland Elsaß-Lothringen) vom 11. August 1914 fand im Ersten Weltkrieg statt und war eines der letzten Gefechte der Kriegsgeschichte, bei denen eine Kavallerieattacke im größeren Verband (Brigade-Umfang) durchgeführt wurde. 

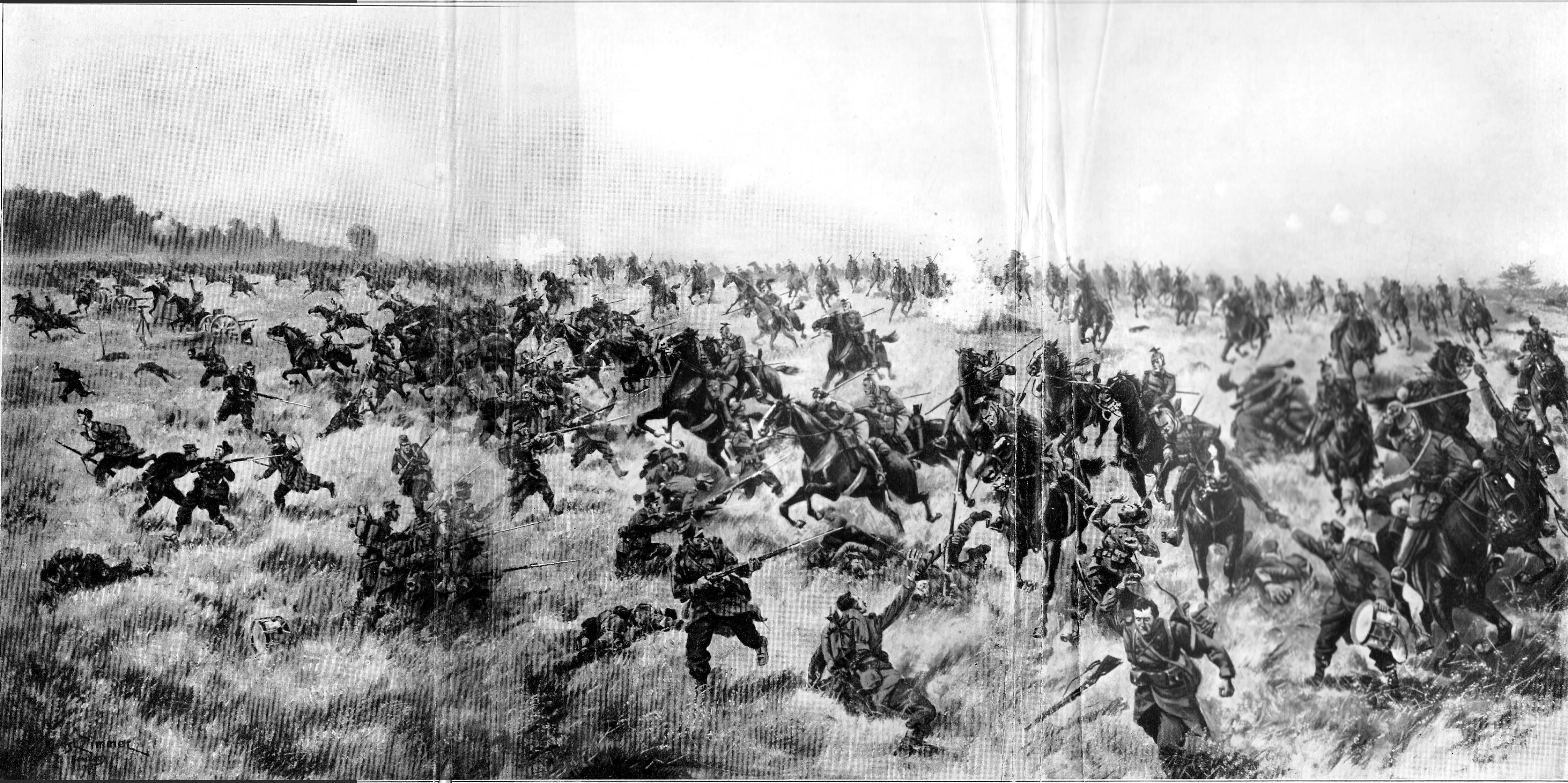
Bayerische Kaiser- und Königsulanen in der Attacke von Lagarde, 11. August 1914

## Vorgeschichte
Die Bayerische Kavallerie-Division, als Heereskavallerie eingesetzt, tastete sich im Aufmarsch an der Westfront in Lothringen Anfang August 1914 gegen den gut verschanzten französischen Grenzschutz vor. Die Bayerische Ulanen-Brigade, bestehend aus dem 1. Ulanen-Regiment „Kaiser Wilhelm II., König von Preußen“ und dem 2. Ulanen-Regiment „König“ im Verband der Bayerischen Kavallerie-Division, musste schon zwischen 6. und 10. August kreuz und quer durch Lothringen marschieren, ohne eine Lücke in den französischen Linien zu entdecken. Auf Grund der steinharten Straßen waren die Pferde stark mitgenommen.
Die Franzosen wurden am 10. August aktiv und konnten das nah an der Grenze im deutschen Teil von Lothringen liegende Dorf Lagarde (1871–1918 Gerden) einnehmen. Um dem entgegenzutreten, beschlossen der Kommandeur der Bayerischen Kavallerie-Division, Generalleutnant Otto von Stetten, und der Führer der 42. Infanterie-Division Generalleutnant Hasso von Bredow, am 11. August eine gewaltsame Erkundung gegen Lagarde durchzuführen.

## Verlauf

Karte des Gefechts von Lagarde, 11. August 1914

Der Angriff wurde zunächst von der 65. Infanterie-Brigade mit dem unterstellten bayerischen 1. und 2. Jäger-Bataillon frontal auf Lagarde mit Artillerieunterstützung vorgetragen. Als sich ein deutscher Erfolg abzuzeichnen begann, versuchten sich zwei nordwestlich des Dorfes postierte französische Geschützbatterien abzusetzen.
Die bayerische Ulanen-Brigade war gleichzeitig auf dem Weg, rechts flankierend vorzugehen. Gedeckt durch ein Waldstück und eine Senke gelang ein unbemerkter Vormarsch in die französische linke Flanke. Nun erhielt der Brigadekommandeur, Generalmajor Otto von Redwitz, vom Divisionskommandeur den Befehl, das Abfahren der französischen Batterien zu verhindern. Da für eine eingehende Erkundung keine Zeit mehr war, befahl er mit Erreichen der Höhe 265 nordwestlich Lagarde, die beiden Ulanenregimenter auf die Höhe vorzuziehen, nach Süden einzuschwenken und nach Süden nebeneinander gegliedert zu attackieren.
Mit dem 2. Ulanen-Regiment rechts und dem 1. Ulanen-Regiment links – jeweils mit drei Eskadronen – erfolgte nun um 11:35 Uhr aus schneller Entfaltung im zügigen Galopp die Attacke in zwei Wellen. Der überraschte Gegner konnte keinen wesentlichen Widerstand leisten. Die beiden Geschützbatterien wurden erobert, die deckende Infanterie niedergeritten.
Die 4. und 5. Eskadron der 2. Ulanen gelangten westlich Lagarde an einen zum Rhein-Marne-Kanal abfallenden Steilhang, den sie im wilden Knäuel hinuntergaloppierten, um dann Richtung Lagarde einzuschwenken. Dabei kamen sie unter heftiges Gegenfeuer von Maschinengewehren aus Lagarde und flankierendes Feuer von französischer Infanterie am gegenüberliegenden Ufer des Kanals. Die Ulanen erlitten dabei hohe Verluste.
Gegen 12 Uhr ließ der Kommandeur des 1. Ulanen-Regiments, Oberst Eduard Freiherr von Crailsheim, hart nordwestlich von Lagarde, zum Sammeln blasen. Nur langsam kamen die Ulanen beider Regimenter zurück; um 12:45 Uhr konnte er dem Divisionskommandeur zwei – völlig erschöpfte – Eskadronen, gebildet aus Mannschaften beider Regimenter, zur Verfügung stellen.

## Ergebnisse
Elf Geschütze, mehrere Maschinengewehre, ein Standartenadler und 1.400 Gefangene der Brigade Marailler des XV. französischen Armeekorps wurden von den Deutschen erbeutet. Bei einem gefallenen französischen Brigadegeneral fand man einen zwei Tage alten Armeebefehl, aus dem sich der Gefechtsplan der Franzosen in Lothringen ergab. Die bayerische Ulanen-Brigade verlor an diesem Tage 16 Offiziere, 219 Mannschaften und 304 Pferde an Toten und Verwundeten.